# Thomas Broadway
Thomas Broadway (ur. 21 sierpnia 1982 w Dunstable) – brytyjski wioślarz.

## Osiągnięcia
- Mistrzostwa Świata Juniorów – Zagrzeb 2000 – dwójka ze sternikiem – 9. miejsce[1].
- Mistrzostwa Świata – Gifu 2005 – dwójka bez sternika – 10. miejsce[1].
- Mistrzostwa Europy – Ateny 2008 – ósemka – 6. miejsce[1].
- Mistrzostwa Świata – Poznań 2009 – ósemka – 5. miejsce[1].